# Damião Barbosa de Araújo

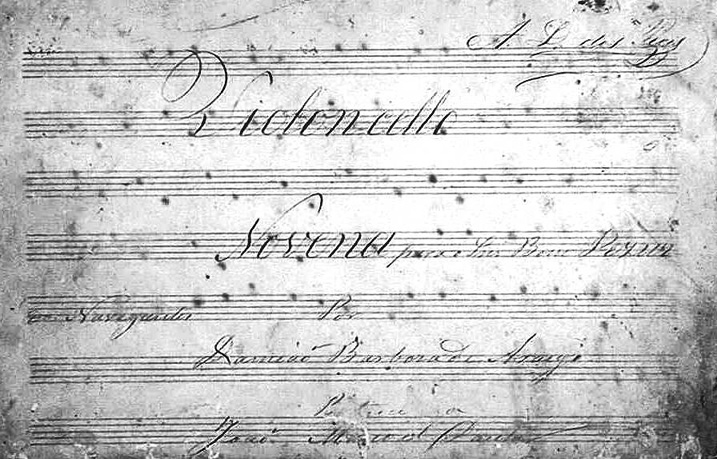
Capa da parte de violoncelo da Novena para o Senhor Bom Jesus dos Navegantes.

Damião Barbosa de Araújo (Ilha de Itaparica, 27 de setembro de 1778 — Salvador, 20 de abril de 1856) foi um violinista, professor, maestro e compositor brasileiro. 
Filho do sapateiro e músico amador Francisco Barbosa de Araújo, fez seu primeiro aprendizado musical com o pai e depois estudou com Alexandre Gonçalves da Fonseca. Tornou-se talentoso violinista, e tocou no antigo Teatro Guadalupe de Salvador, em apresentações de comédias de Antônio José da Silva, o Judeu. Com 18 anos ingressou no 1º Regimento de Linha de Salvador como soldado músico. Apresentou-se várias vezes diante de D. João quando o príncipe regente chegou à cidade em 1808 fugindo da invasão de Portugal.
Transferiu-se para o Rio de Janeiro acompanhando a família real, na posição de chefe e compositor da banda da  Brigada Real da Marinha, além de apresentar-se junto com corpo musical da Real Capela e também da Real Câmara, grupo sediado no Palácio da Quinta da Boa Vista e ocupado com a música para entretenimento privado do príncipe, mas é provável que essas apresentações fossem esporádicas e não contratos estáveis e remunerados, pois na década de 1810 fez requerimentos para obtenção de empregos ou uma pensão a fim de aliviar "a indigência e desgraça em que vive e para assistir sua pobre família", e em 1817 declarou ter-se apresentado "quer na Capela quer na Real Câmara sem outra obrigação, que a obediência de vassalo, e o amor de cidadão". Em 1818 foi nomeado sucessor do seu antigo mestre Alexandre da Fonseca no mestrado da capela da Catedral de Salvador quando ele falecesse, ficando isento da obrigação de ser sacerdote para a ocupação do cargo. Em 1821 outra petição evidencia que ainda estava uma situação difícil, dizendo que sua esposa era uma doente crônica e sua arte lhe provia escassos meios de vida, pedindo para ser nomeado para algum posto na Alfândega da Bahia, para onde tencionava se mudar. No Rio também tornou-se membro da Irmandade de Santa Cecília, entrou em contato com os destacados compositores José Maurício Nunes Garcia e o Marcos Portugal, e teve uma missa de sua autoria apresentada na Quinta em 1817.

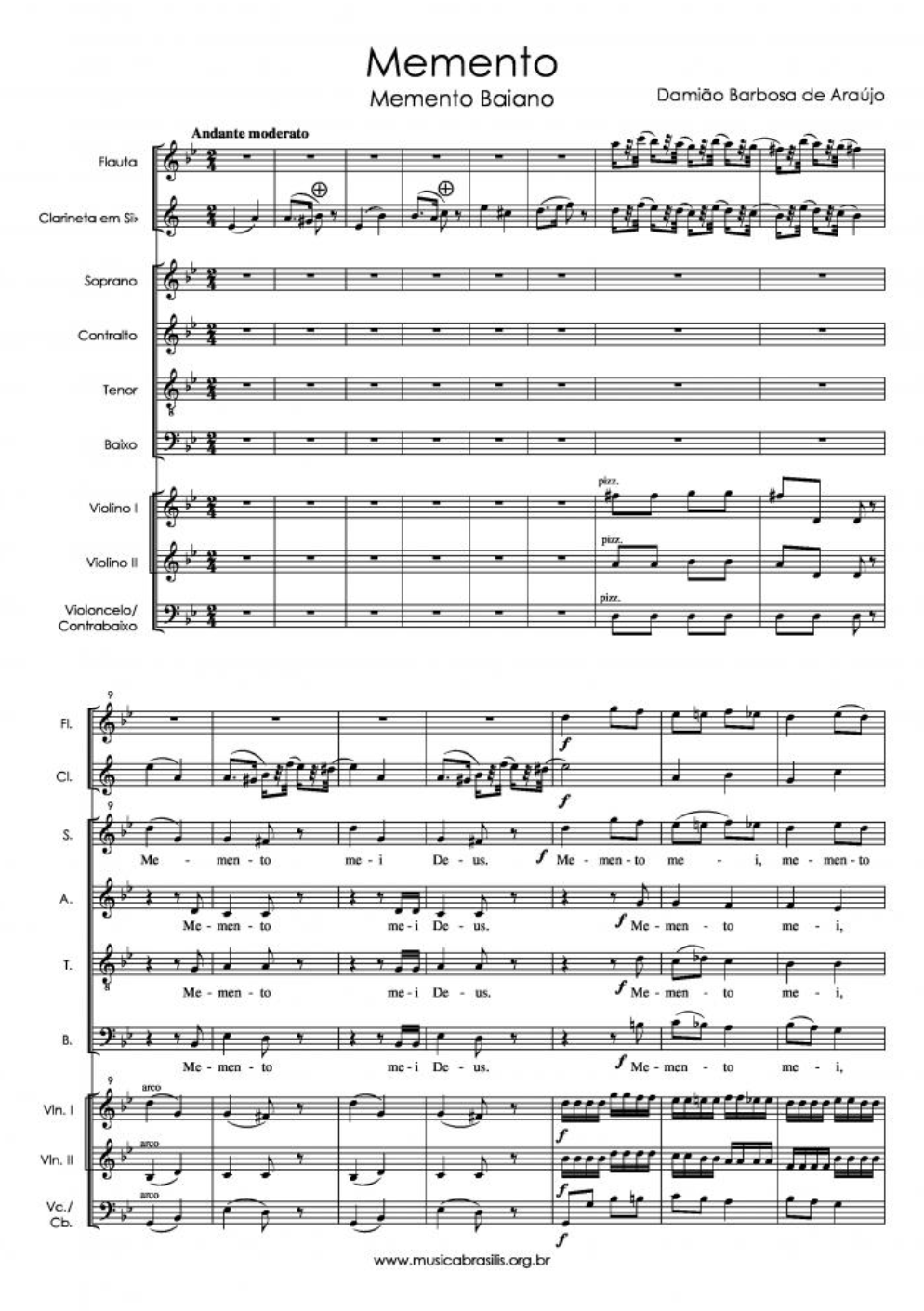
Memento Baiano - 1a página (Partitura disponível em Portal [https://musicabrasilis.org.br/partituras/damiao-barbosa-de-araujo-memento-coro-e-orquestra-de-camara Musica Brasilis

Em 1828 é encontrado novamente em Salvador, onde compôs um Te Deum e passou a atuar como mestre de capela da Catedral. Entre 1833 e 1835 tocou nas festas de Santa Isabel promovidas pela Ordem Terceira de São Francisco, em 1835 um jornal do Rio noticiou a apresentação de "uma nova sinfonia do hábil professor Damião, bem conhecido nesta capital por suas admiráveis composições", e em 1848 ofereceu um Te Deum a D. Pedro II.
A maior parte da sua obra é sacra com uso da voz, mas dedicou-se também à música instrumental em quartetos e aberturas, compôs árias e duetos, coros para peças teatrais, marchas militares e peças em gêneros mais populares como a modinha, o lundu e a valsa. Muitas das suas obras foram perdidas, incluindo cinco das suas sete aberturas e uma ópera bufa, A Intriga Amorosa, que parece não ter sido nunca encenada, restando cerca de vinte. Sua composição mais conhecida é o Memento Baiano para coro e orquestra. Também merecem destaque o Requiem para quatro vozes e orquestra, os dois Te Deums (um para quatro vozes e órgão e outro para coro e orquestra), e a 4ª Missa para quatro vozes e orquestra. Sua obra circulou por várias cidades brasileiras em sua época e era muito apreciada. A crítica contemporânea o coloca como o principal mestre baiano da sua geração. Segundo o musicólogo Jaime Diniz, foi "sem dúvida uma das figuras mais completas da história musical da Bahia". Foi casado com Silvéria Maria da Conceição, com quem teve vários filhos.